# Зимові юнацькі Олімпійські ігри 2020
III зимові Юнацькі Олімпійські ігри (III Winter Youth Olympic Games або 2020 Winter Youth Olympics) — зимові Юнацькі Олімпійські ігри для спортсменів віком від 15 до 18 років, які тривали з 9 по 22 січня 2020 року в місті Лозанна (Швейцарія).

## Вибори місця проведення

### Європа
- Софія, Болгарія

Софія збиралася подавати заявку на зимові Юнацькі Олімпійські ігри 2016, але не подала, посилаючись на те, що вони не можуть виконати вимоги, встановлені Міжнародним олімпійським комітетом. Болгарський олімпійський комітет зацікавлений у потенційній заявці столиці Болгарії на зимові Юнацькі Олімпійські ігри 2020.
- Люцерн, Швейцарія

Люцерн спочатку був зацікавлений у потенційній заявці на зимові Юнацькі Олімпійські ігри 2016, але не подав заявки. Існує зацікавленість у поданні заявки на 2020 рік.

### Північна Америка
- Лейк-Плесід, Сполучені Штати

Лейк-Плесід приймав Зимові Олімпійські ігри 1932 і 1980 років. Лейк-Плесід був зацікавлений у поданні заявки на зимові Юнацькі Олімпійські ігри 2016, але натомість надав перевагу поданню заявки на 2020.

## Україна на іграх
Українська юнацька збірна на Іграх представлена 39 спортсменами у 12 видах спорту:
- гірськолижний спорт: 2;
- біатлон: 8;
- лижні гонки: 4;
- фігурне катання: 5;
- санний спорт: 6;
- лижне двоборство: 2;
- шорт-трек: 2;
- стрибки з трампліна: 4;
- скелетон: 1;
- сноубординг: 1;
- фристайл: 1;
- хокей 3*3: 3.

15 січня у фіналі чоловічого турніру з хокею 3*3 перемогу з рахунком 10:4 здобула змішана команда «Green», у складі якої виступав український хокеїст Володимир Трошкін, у змішаної команди «Red» з українським хокеїстом Денисом Паськом у складі. Третю нагороду за добу збірній Україні принесла спортивна пара Софія Нестерова/Артем Даренський, які посіли третє місце у змаганнях змішаних команд з фігурного катання.
22 січня фристайліст Орест Коваленко здобув бронзову нагороду в біг-ейрі.